# Сухорабівська ГЕС
Сухорабівська ГЕС — мала гідроелектростанція на річці Псел. Розташована неподалік села Сухорабівка у Решетилівському районі Полтавської області за адресою: вулиця Щорса, будівля 104.
Побудовано 1957 року.
Встановлена потужність 300 кВт·год, середньорічна генерація електроенергії: 1,6 млн кВт·год, напір води на споруду — 4 м.
1976 виведено з експлуатації.
1997 роботу станції відновлено.
Необоротні активи ГЕС є державною власністю. Балансоутримувач: Хорольське міжрайонне управління водного господарства (Полтавська область, місто Хорол, вулиця Івана Хмари, 9) Полтавського обласного управління водного господарства «Полтававодгосп».
З листопада 2004 року частина необоротних активів, що обліковуються за Сухорабівською ГЕС (а саме: наземна і підземна частини будівлі ГЕС, водозабірні споруди, а також електромеханічне та технологічне обладнання ГЕС, що забезпечує її виробничу діяльність) передані в оренду ТОВ "Фірма «Енергостар» (місто Полтава) терміном на десять років.